# Índia nos Jogos Olímpicos de Verão de 1936
Índia competiu nos Jogos Olímpicos de Verão de 1936, realizados em Berlim, na Alemanha. 
Foi a sexta aparição do país nos Jogos Olímpicos, onde foi representado por 27 atletas, sendo todos eles homens, que competiram em quatro esportes. A única medalha da delegação foi conquistada pela equipe de hóquei sobre a grama, após vencerem os anfitriões alemães na final e conquistar o ouro.

## Competidores
Esta foi a participação por modalidade nesta edição:
| Esporte              | Masculino | Feminino | Total |
| -------------------- | --------- | -------- | ----- |
| Atletismo            | 4         | 0        | 4     |
| Hóquei sobre a grama | 19        | 0        | 19    |
| Halterofilismo       | 1         | 0        | 1     |
| Lutas                | 3         | 0        | 3     |
| Total                | 27        | 0        | 27    |

## Medalhas

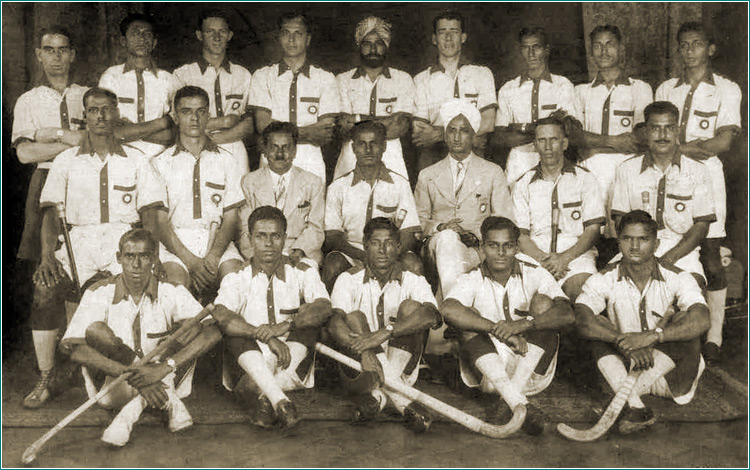
Equipe de hóquei da Índia, campeã dos Jogos de 1936

| Atleta | Esporte              | Evento    | Medalha |
| --- | -------------------- | --------- | ------- |
| Dhyan Chand Richard Allen Carlyle Tapsell Mohammed Hussain Baboo Nimal Earnest Goodsir-Cullen Joseph Galibardy Shabban Shahab-ud-Din Ali Dara Roop Singh Sayed Jaffar Cyril Michie Peter Paul Fernandes Joseph Phillips Gurcharan Singh Grewal Ahsan Mohomed Khan Ahmed Khan Lionel Emmett Mirza Masood | Hóquei sobre a grama | Masculino | Ouro    |

## Desempenho

### Atletismo
Masculino
Eventos de pista
| Atleta            | Evento              | Eliminatórias | Eliminatórias | Quartas     | Quartas     | Semifinal   | Semifinal   | Final       | Final       | Ref.   |
| Atleta            | Evento              | Tempo         | Pos.          | Tempo       | Pos.        | Tempo       | Pos.        | Tempo       | Pos.        | Ref.   |
| ----------------- | ------------------- | ------------- | ------------- | ----------- | ----------- | ----------- | ----------- | ----------- | ----------- | ------ |
| Eric Whiteside    | 100 m               | –             | 5º/bat. 10    | Não avançou | Não avançou | Não avançou | Não avançou | Não avançou | Não avançou | [ 4 ]  |
| Eric Whiteside    | 200 m               | –             | 4º/bat. 7     | Não avançou | Não avançou | Não avançou | Não avançou | Não avançou | Não avançou | [ 5 ]  |
| Gyan Bhalla       | 400 m               | 52.4          | 5º/bat. 8     | Não avançou | Não avançou | Não avançou | Não avançou | Não avançou | Não avançou | [ 6 ]  |
| Gyan Bhalla       | 800 m               | –             | 8º/bat. 3     | —           | —           | Não avançou | Não avançou | Não avançou | Não avançou | [ 7 ]  |
| Raunaq Singh Gill | 5000 m              | –             | 15º/bat. 1    | —           | —           | —           | —           | Não avançou | Não avançou | [ 8 ]  |
| Raunaq Singh Gill | 10000 m             | —             | —             | —           | —           | —           | —           | DNF         | DNF         | [ 9 ]  |
| Raunaq Singh Gill | 3000 m c/obstáculos | DNS           | DNS           | —           | —           | —           | —           | Não avançou | Não avançou | [ 10 ] |
| Arul Swami        | Maratona            | —             | —             | —           | —           | —           | —           | 3:10:44.0   | 37º         | [ 11 ] |

### Halterofilismo
Masculino
| Atleta     | Evento | Desenvolvimento | Desenvolvimento | Arranco | Arranco | Arremesso | Arremesso | Total | Pos. | Ref.   |
| Atleta     | Evento | Result.         | Pos.            | Result. | Pos.    | Result.   | Pos.      | Total | Pos. | Ref.   |
| ---------- | ------ | --------------- | --------------- | ------- | ------- | --------- | --------- | ----- | ---- | ------ |
| U Zaw Weik | –75 kg | 87,5            | 14º             | 100,0   | =11º    | 122,5     | 15º       | 310,0 | 15º  | [ 12 ] |

### Hóquei sobre a grama
| Fase de grupos       | Fase de grupos           | Fase de grupos       | Fase de grupos | Semifinal            | Final                | Final           | Ref.   |
| Adversário Resultado | Adversário Resultado     | Adversário Resultado | Pos.           | Adversário Resultado | Adversário Resultado | Pos.            | Ref.   |
| -------------------- | ------------------------ | -------------------- | -------------- | -------------------- | -------------------- | --------------- | ------ |
| HUN Hungria V 4–0    | USA Estados Unidos V 7–0 | JPN Japão V 9–0      | 1º (Gr. A) Q   | FRA França V 10–0    | GER Alemanha V 8–1   | Medalha de ouro | [ 13 ] |

Equipe
- Dhyan Chand
- Richard Allen
- Carlyle Tapsell
- Mohammed Hussain
- Baboo Nimal
- Earnest Goodsir-Cullen
- Joseph Galibardy
- Shabban Shahab-ud-Din
- Ali Dara
- Roop Singh
- Sayed Jaffar
- Cyril Michie
- Peter Paul Fernandes
- Joseph Phillips
- Gurcharan Singh Grewal
- Ahsan Mohomed Khan
- Ahmed Khan
- Lionel Emmett
- Mirza Masood

### Lutas
Masculino
| Atleta            | Evento       | Fase 1               | Fase 2               | Fase 3               | Fase 4               | Fase 5               | Fase final           | Fase final  | Ref.   |
| Atleta            | Evento       | Adversário Resultado | Adversário Resultado | Adversário Resultado | Adversário Resultado | Adversário Resultado | Adversário Resultado | Pos.        | Ref.   |
| ----------------- | ------------ | -------------------- | -------------------- | -------------------- | -------------------- | -------------------- | -------------------- | ----------- | ------ |
| Shankarrao Thorat | Livre −56 kg | SUI Gaudard D F      | USA Flood D F        | Não avançou          | Não avançou          | Não avançou          | Não avançou          | Não avançou | [ 14 ] |
| Rashid Anwar      | Livre −72 kg | CAN Schleimer D F    | BEL Beke D F         | Não avançou          | Não avançou          | Não avançou          | Não avançou          | Não avançou | [ 15 ] |
| Karam Rasul       | Livre −79 kg | HUN Riheczky D 0–3   | USA Voliva D 0–3     | Não avançou          | Não avançou          | Não avançou          | Não avançou          | Não avançou | [ 16 ] |

Legenda
| Recorde mundial      | Recorde mundial (World record)               |                       | Recorde africano                      | Recorde africano (African) |                                           | Q | Classificado por posição (Qualified) |
| Recorde olímpico     | Recorde olímpico (Olympic record)            | Recorde da América    | Recorde da América (Americas)         | q                          | Classificado por melhor tempo (Qualified) |   |                                      |
| Melhor marca do ano  | Melhor marca do ano (World leading)          | Recorde asiático      | Recorde asiático (Asian)              | DNS                        | Não largou (Did not start)                |   |                                      |
| Recorde nacional     | Recorde nacional (National record)           | Recorde europeu       | Recorde europeu (European)            | DNF                        | Não terminou (Did not finish)             |   |                                      |
| Recorde pessoal      | Recorde pessoal do atleta (Personal best)    | Recorde da Oceania    | Recorde da Oceania (Oceania)          | DSQ / DQ                   | Desclassificado (Disqualified)            |   |                                      |
| Recorde da temporada | Recorde da temporada do atleta (Season best) | Recorde sul-americano | Recorde sul-americano (South America) | NM                         | Sem marca (No mark)                       |   |                                      |